# Leonid Kizim
Leonid Denisowicz Kizim, ros. Леонид Денисович Кизим (ur. 5 sierpnia 1941 w Krasnym Łymanie, obwód doniecki, zm. 14 czerwca 2010), generał pułkownik lotnictwa, radziecki kosmonauta, Lotnik Kosmonauta ZSRR.

## Wykształcenie i służba wojskowa
- 1958 – ukończył szkołę średnią i wstąpił do wojskowej szkoły lotniczej;
- 1963 – został absolwentem Wyższej Wojskowej Szkoły Lotniczej w Czernihowie. W grudniu rozpoczął służbę w jednym z pułków myśliwców bombardujących Zakaukaskiego Okręgu Wojskowego. Służył w nim do 1967, tj. do momentu przyjęcia do oddziału kosmonautów;
- 1975 – ukończył Akademię Sił Powietrznych im. J. Gagarina;
- 1989 – ukończył Wojskową Akademię Sztabu Generalnego im. K. Woroszyłowa i rozpoczął pracę w Ministerstwie Obrony ZSRR;
- 1992 – w sierpniu został zastępcą szefa wojskowych sił kosmicznych Federacji Rosji;
- 1993-2001 – był szefem wojskowego uniwersytetu inżynieryjno-kosmicznego w Petersburgu. We wrześniu 2001 został przeniesiony do rezerwy z uwagi na ukończenie 60 lat.

## Kariera kosmonauty i służba w Centrum Przygotowań Kosmonautów
- 1965 – 28 października Kizim oraz 21 innych pilotów wojskowych zostali przyjęci do trzeciego oddziału radzieckich kosmonautów.
- 1967 – zakończył podstawowe przeszkolenie i rozpoczął ogólny trening wraz z innymi kosmonautami.
- 1969-1973 – uczestniczył w przygotowaniach do programu „Spiral”.
- 1974-1976 – przez dwa lata razem z Władimirem Aksjonowem szkolił się do lotu na statku 7K-S.
- 1977 – został przeniesiony do grupy kosmonautów przygotowywanych do lotów na statkach typu Sojuz T (7K-ST)
- 1978-1980 – był dowódcą załogi rezerwowej misji Sojuza T-2, pierwszego załogowego lotu nowej wersji Sojuza. Do lotu przygotowywał się wspólnie z Olegiem Makarowem. W maju 1980 obaj byli dublerami Małyszewa i Aksonowa z załogi podstawowej. W czerwcu mianowano go dowódcą podstawowej załogi Sojuza T-3. Razem z Kizimem znaleźli się w niej: Oleg Makarow oraz Konstantin Fieoktistow. Na miesiąc przed startem tego ostatniego zastąpiono Giennadijem Striekałowem. Blisko 13-dniowy lot odbył się na przełomie listopada i grudnia 1980.
- 1981-1982 – Leonid Kizim oraz Władimir Sołowjow oraz Patrick Baudry w załodze dublerów przygotowywali się do radziecko-francuskiej misji Sojuza T-6, która odbyła się w czerwcu 1982.
- 1982-1984 – we wrześniu 1982 został dowódcą podstawowej załogi jednej z planowanych krótkotrwałych misji na stację orbitalną Salut 7. Znaleźli się w niej również Władimir Sołowiow oraz Igor Wołk. W maju 1983, po nieudanym locie Sojuza T-8, zmieniono harmonogram lotów. Kizim i Sołowjow zostali wyznaczeni do zrealizowania długotrwałej wyprawy na Saluta 7. We wrześniu 1983 byli dublerami kosmonautów z Sojuza T-10-1. Później do składu załogi dokooptowano lekarza – Olega Atkowa. Od lutego do października 1984 kosmonauci wzięli udział w misji Sojuza T-10.
- 1985-1986 – pod koniec 1985 powierzono mu dowodzenie lotem Sojuza T-15. Lot został zrealizowany od marca do czerwca 1986. Inżynierem pokładowym Sojuza był Władimir Sołowjow. Obaj kosmonauci przebywali zarówno na nowej stacji orbitalnej Mir jak również na pokładzie Saluta 7, który kończył swój pobyt na orbicie.
- 1987-13 czerwca w związku z przyjęciem do Wojskowej Akademii Sztabu Generalnego opuścił oddział kosmonautów.

## Loty załogowe
- „Sojuz T-3”

27 listopada 1980 z kosmodromu Bajkonur wystrzelono załogowy pojazd kosmiczny Sojuz T-3. Na pokładzie statku znaleźli się: dowódca – Leonid Kizim, inżynier pokładowy – Oleg Makarow oraz kosmonauta-badacz – Giennadij Striekałow. Była to pierwsza trzyosobowa misja od czasu tragicznie zakończonego lotu Sojuza 11. W drugim dniu lotu doszło do połączenia ze stacją kosmiczną Salut 6. Po przejściu na jej pokład kosmonauci rozpoczęli prace remontowe i konserwacyjne systemów stacji. M. in naprawili systemy: podtrzymywania życia, elektryczny, telemetryczny i paliwowy. Poza tym program lotu obejmował testy nowego statku typu Sojuz T. 10 grudnia 1980, po blisko 13 dobach, statek wylądował pomyślnie w odległości około 130 km od Dżezkazganu.
- „Sojuz T-10”

Do swojego drugiego lotu w kosmos Kizim wystartował 8 lutego 1984. Był dowódcą statku kosmicznego Sojuz T-10, na pokładzie którego dotarli do stacji Salut 7 członkowie trzeciej stałej załogi. Poza Kizimem znaleźli się w niej: inżynier pokładowy Władimir Sołowjow oraz kosmonauta-badacz Oleg Atkow. Dzień później kosmonauci przeszli na pokład stacji orbitalnej. Przebywali na niej do 2 października 1983. W tym czasie przyjęli dwie załogi odwiedzające, które przybyły na pokładach Sojuza T-11 (załoga radziecko-indyjska Małyszew, Striekałow i Sharma) i Sojuza T-12 (Dżanibekow, Sawicka i Wołk). Po raz pierwszy na stacji pracowało jednocześnie 6 kosmonautów. Podczas lotu poza badaniami naukowo-technicznymi oraz medyczno-biologicznymi Kizim sześciokrotnie wychodził na zewnątrz stacji – 23 kwietnia, 26 kwietnia i 29 kwietnia, 4 maja i 18 maja oraz 8 sierpnia 1984. W sumie poza Salutem-7 spędził 22 godziny i 50 minut. Kapsuła Sojuza T-11 wylądowała z kosmonautami 145 km SE od Dżezkazganu.
- „Sojuz T-15”

13 marca 1986 w kierunku nowej stacji kosmicznej Mir wystrzelono statek kosmiczny Sojuz T-15. Załogą dowodził Leonid Kizim, a inżynierem pokładowym był Władimir Sołowjow. Kosmonauci dotarli do Mira 15 marca i byli jego pierwszą stałą załogą. Przez 53 dni Kizim i Sołowjow przyjęli i rozładowali dwa statki transportowe: Progress 25 i 26. Poza tym na krótko do kompleksu orbitalnego przycumował nowy statek – Sojuz TM (pierwszy testowy lot jeszcze bez załogi). W dniach 5 maja-6 maja 1986 kosmonauci na pokładzie Sojuza T-15 dokonali pierwszego przelotu pomiędzy dwiema stacjami kosmicznymi. Dotarli bowiem do zespołu orbitalnego Salut 7 – Kosmos 1686, na którym przebywali przez kolejne 50 dni, aż do 25 czerwca. W tym czasie Kizim dwukrotnie wychodził poza stację. Miało to miejsce 28 maja i 31 maja a łączny czas obu spacerów kosmicznych wyniósł blisko 9 godzin. Po zakonserwowaniu urządzeń stacji ponownie powrócili na pokład Mira. Powrót na Ziemię, w rejonie miasta Arkałyk, nastąpił 16 lipca 1986. Podczas tej misji kosmonauci przygotowali nową stację dla przyszłych długoterminowych lotów. Była to jedna z najbardziej udanych wypraw w radzieckim programie kosmicznym.

## Nagrody i odznaczenia
- dwukrotnie medal „Złotej Gwiazdy” i tytuł Bohatera Związku Radzieckiego (1980 i 1984)
- trzykrotnie Order Lenina (1980, 1984 i 1986)
- order Suche Batora (Mongolia 1981)
- Kawaler Legii Honorowej (Francja – 1982)
- indyjski order Kirti Chakra (1985)
- dyplom honorowy FAI im. W. M. Komarowa (1985)[2]
- Gold Space Medal przyznany przez FAI w 1987
- Order Przyjaźni (Rosja 1996)
- Order Honoru (Rosja 1996)
- Universal Astronaut Insignia za lot orbitalny (nr 98, pośmiertnie) – Stowarzyszenie Uczestników Lotów Kosmicznych (Association of Space Explorers(inne języki))[3]

## Wykaz lotów
| Loty kosmiczne, w których uczestniczył Leonid D. Kizim                    | Loty kosmiczne, w których uczestniczył Leonid D. Kizim | Loty kosmiczne, w których uczestniczył Leonid D. Kizim | Loty kosmiczne, w których uczestniczył Leonid D. Kizim | Loty kosmiczne, w których uczestniczył Leonid D. Kizim | Loty kosmiczne, w których uczestniczył Leonid D. Kizim | Loty kosmiczne, w których uczestniczył Leonid D. Kizim |
| №                                                                         | Data startu                                            | Statek kosmiczny                                       | Data lądowania                                         | Statek kosmiczny                                       | Funkcja                                                | Czas trwania                                           |
| ------------------------------------------------------------------------- | ------------------------------------------------------ | ------------------------------------------------------ | ------------------------------------------------------ | ------------------------------------------------------ | ------------------------------------------------------ | ------------------------------------------------------ |
| 1                                                                         | 27 listopada 1980                                      | Sojuz T-3                                              | 10 grudnia 1980                                        | Sojuz T-3                                              | Dowódca                                                | 12 dni 19 godzin 7 minut i 42 sekundy.                 |
| 2                                                                         | 8 lutego 1984                                          | Sojuz T-10                                             | 2 października 1984                                    | Sojuz T-11                                             | Dowódca                                                | 236 dni 22 godziny 49 minut i 4 sekundy.               |
| 3                                                                         | 13 marca 1986                                          | Sojuz T-15                                             | 16 lipca 1986                                          | Sojuz T-15                                             | Dowódca                                                | 125 dni i 56 sekund.                                   |
| Łączny czas spędzony w kosmosie – 374 dni 17 godzin 57 minut i 42 sekundy |                                                        |                                                        |                                                        |                                                        |                                                        |                                                        |